# Петросян, Ара
Ара Петросян (греч. Άρα Πετροσιάν; род. 2 июня 1967) — кипрский футболист, выступал за сборную Кипра.

## Биография

### Клубная карьера
Информация о клубной карьере практически отсутствует. Известно, что на момент вызова в сборную Петросян был игроком столичного АПОЭЛ. Также в составе клуба он был участником отборочных стадий Кубка европейских чемпионов, осенью 1986 года принял участие в  ответной встрече АПОЭЛа против финского клуба ХИК, а осенью 1990 года сыграл в обоих матчах против мюнхенской «Баварии».

### Карьера в сборной
В составе сборной Кипра провёл 2 матча. Дебютировал за национальную команду 9 декабря 1987 года в матче отборочного турнира Евро-1988 против сборной Нидерландов (0:4), в котором вышел на замену на 57-й минуте вместо Яннакиса Янгудакиса. Второй и последний матч за сборную сыграл 12 октября 1988 года, появившись на замену после перерыва в товарищеской игре со сборной Мальты.